# Где ты, Адам?
«Где ты, Адам?» —  украинский документальный фильм режиссёра Александра Запорощенко. Дата премьеры в России: 28 января 2020 года. 

## Сюжет
Неторопливый рассказ о жизни обитателей древнего монастыря Дохиар на западном побережье горы Афон в Эгейском море. Среди насельников монастыря есть бывшие врачи, музыканты и просто люди, потерявшие себя в мирской жизни. В Дохиаре и его окрестностях живёт немало кошек, за которыми присматривает монах, в чьи функции, кроме этого, ничего не входит. В фильме нет ни одного постановочного кадра, только реальная жизнь насельников монастыря во главе со старцем Григорием (Зумисом), с видами природы полуострова.

## Награды
Удостоен гран-при жюри международного кинофестиваля «Покров-2019». Номинант на премию «Золотая дзига» в категории приза зрительских симпатий.